# Elbert János
Elbert János, teljes nevén Elbert János György (Budapest, 1932. április 17. – Siófok, 1983. március 9.) irodalomtörténész, műfordító, egyetemi tanár, tanszékvezető-helyettes, József Attila-díjas (1974).

## Élete
Elbert Ferenc és Weisz Zelma fia, szülei 1930-ban házasodtak össze. Középiskolai tanulmányait Budapesten végezte, 1950-ben érettségizett, és ezt követően az Eötvös Loránd Tudományegyetem Bölcsészettudományi Karán (ELTE-BTK) , orosz-lengyel szakon tanult, majd szerzett diplomát 1955-ben. Ezután két éven át a DIVSZ (Demokratikus Ifjúsági Világszövetség) Külkapcsolati Osztályán dolgozott fordító- és levelezőként, később mint tolmács, majd mint szervezési csoportvezető. Az 1956-os megalakulása után munkatársa lett a Nagyvilág c. folyóiratnak, amelynél csaknem két évtizedig dolgozott. Közben orosz, lengyel, angol irodalmat fordított, emellett műfordítói és szovjet irodalomtörténeti előadásokat tartott az ELTE-n, mint a világirodalmi tanszék adjunktusa. Tanított a Színház- és Filmművészeti Főiskolán is.
A Színházi adattárban regisztrált bemutatóinak száma: 159.
Az 1970-es évek közepén kinevezték a Színházi Intézet igazgatójává.

## Titokzatos halála

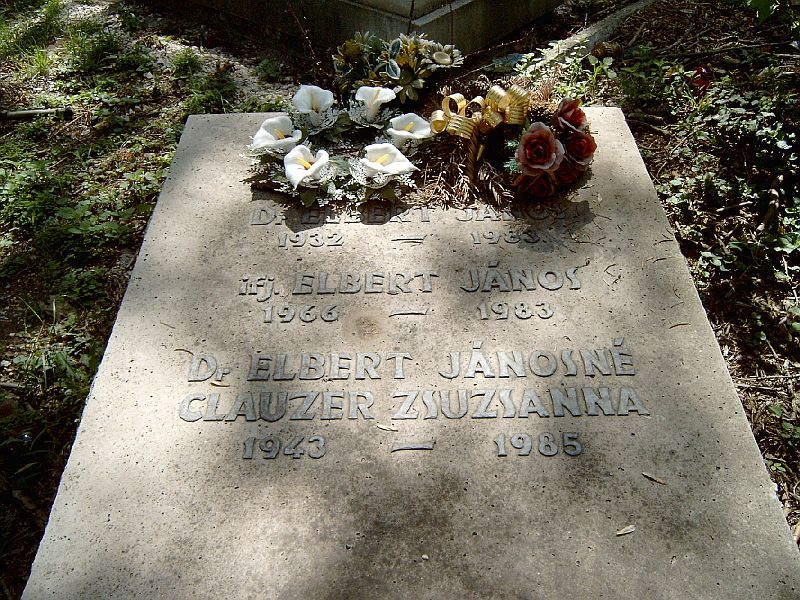
Elbert János sírja Budapesten. Farkasréti temető: 7/11-1-76.

1983 tavaszán halt meg a Balaton partján, miután távozott a siófoki Bányász üdülőből. Halálának körülményei máig tisztázatlanok. Halála után nem sokkal felesége és fia is gyanús körülmények között hunyt el.
Borbarát Béla rendőrezredes szerint halálát baleset okozhatta. Elbert dokumentáltan arcidegzsábában szenvedett, és éjszaka, valószínűleg a betegségével kapcsolatos fájdalmat hideg vízzel enyhítendő, maga ment le a Balaton mólójára. A mínusz 13 dioptriás (távollátó) szemüvegét levehette, mert azt halála után a zsebében megtalálták. Emiatt nem láthatott jól, a nyálkás köveken megcsúszott, és belefulladt a mindössze 60 cm mély vízbe.
A családja és az ismerősei azonban nem tudtak kielégítő magyarázatot adni arra, miért utazott Elbert egyáltalán Siófokra. Egyes kutatók szerint valószínűleg meggyilkolták. Az okokat illetően már eltérnek a vélemények.
Ungvári Tamás (az  író unokatestvére, aki a tetemet azonosította) és mások is cáfolandó legendaként említenek egy népszerű összeesküvés-elméletet, miszerint Elbert a magyar titkosszolgálat informátora volt, és a KGB gyilkoltatta meg azért, mert 1956-ban tolmácsolt Budapesten Andropovnak, amikor az titokban az amerikaiakkal találkozott. Az elmélet szerint a nem sokkal korábban, 1982-ben hatalomra került Andropovnak eszébe jutott, hogy a 26 évvel (!) korábbi találkozó diszkreditáló lehet, ezért Elbertet a KGB segítségével gyorsan eltetette láb alól. Az összeesküvés-elmélet terjesztőit nem zavarja, hogy az 1956-os állítólagos találkozó amerikai résztvevőit és az általuk minden bizonnyal készített feljegyzéseket a KGB-nek nem volt hatalmában eltüntetni.
Egy másik elméletet Odze György vetett fel, aki saját bevallása szerint is keveri az oknyomozást  a szépirodalommal. Eszerint Elbertnek leningrádi szeretője volt, és egy tőle kapott, orosz ellenzékiek szamizdat írásait tartalmazó mikrofilmet akart kicsempészni nyugatra. Odze szerint a KGB ezt akadályozta meg, és megölésével elrettentő példát szolgáltatott.

## Művei
- M. Majakovszkij (tanulmány, Bp., 1973)
- Klasszikus orosz költők (válogatás, jegyzetekkel, Bp., 1978)
- A világ drámairodalma a Nemzeti Színházban (tanulmány, Színháztudományi Szemle, 1980)

### Interjúk
- A színház tünékeny művészete. Beszélgetés Elbert Jánossal (riporter Vinkó József, Magyar Hírlap, 1981. 15. sz.)
- „Úgy dolgoztam akár egy mesterember” (beszélgetés Elbert Jánossal, riporter Nádasy László, Szovjet Irodalom, 1983. 10. sz.)

## Játékfilm
- Az 1970-ben bemutatott Gyula vitéz télen-nyáron című filmvígjátékban a Tudós Klub előadóját alakította.

## Bibliográfia
- Kazimir Károly: A közös munka pillanatai. Elbert Jánosról (Szovjet Irodalom, 1983. 10. sz.);
- Mihályi Gábor: Elbert János gazdag élete (Nagyvilág, 1983. 6. sz.);
- Ungvári Tamás: A fekete zongorában. Elbert Jánosról (Új Tükör, 1984. 11. sz.);
- Ungvári Tamás: A védelem tanúja. Bizalmas és szigorúan titkos feljegyzések Elbert János életéről és titokzatos haláláról (Bp., 1990.).
- Odze György: A halál oka: politikai gyilkosság (dokumentumregény, 2007)